# Solarium Augusti

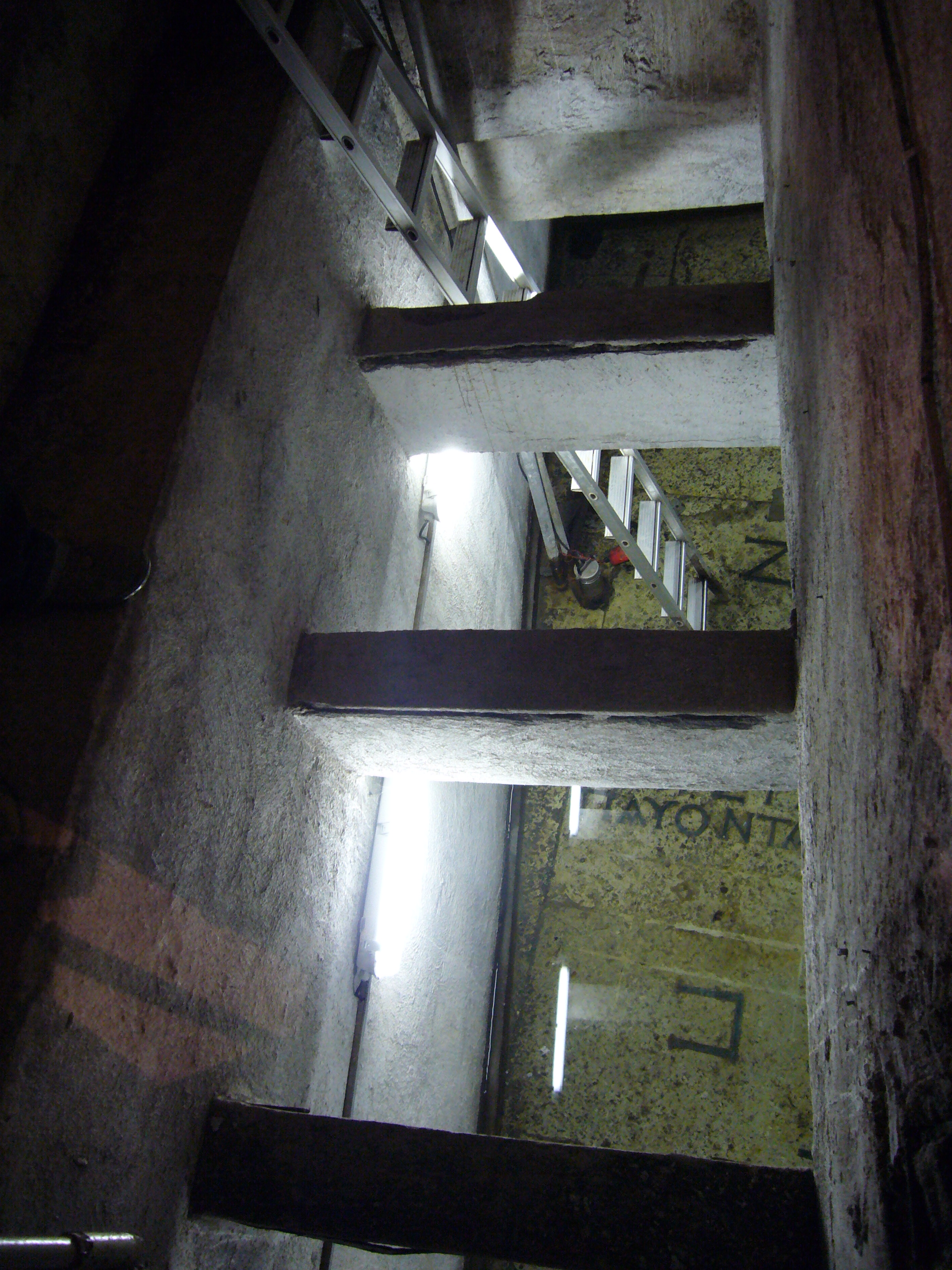
Teil des Meridians des Solarium Augusti (Blick nach Süd) unterhalb des Kellers eines Gebäudes in der Via di Campo Marzio in Rom; Fotografien des gesamten freigelegten Teilstücks ohne störende Balken im Vordergrund sind in der Publikation von Edmund Buchner enthalten

Als Solarium Augusti oder Horologium Augusti wird ein großes astronomisches Messinstrument mit einer Kugel auf einem etwa 30 Meter hohen Obelisken als Schattenwerfer bezeichnet, das auf dem Marsfeld in Rom unter Kaiser Augustus errichtet wurde.
Ein vom Deutschen Archäologischen Institut freigelegtes Stück Meridianlinie liegt etwa 1,6 Meter über dem Niveau des Marsfeldes augusteischer Zeit. Man nimmt deshalb an, dass das augusteische Instrument bald zerstört war und zur Zeit des Kaisers Domitian auf dem infolge von Überschwemmungen des Tibers inzwischen höher gelegenen Marsfeld wieder errichtet wurde. Es existierte bis zum 8. Jahrhundert, bildete vermutlich mit dem Augustusmausoleum, den dazugehörigen Parkanlagen und der Ara Pacis eine bauliche Einheit und wird als eines der wichtigsten politischen Zeichen der Macht des Kaisers Augustus gedeutet.
Das Instrument gilt als unvergleichlich großes Meridianinstrument (Mittagsweiser, Jahres-Kalendarium), als das es bereits der Zeitzeuge Plinius beschrieben hatte.
Nach den Untersuchungen durch das Deutsche Archäologische Institut, die zwischen 1970 und 1981 stattfanden und von aufwändigen Ausgrabungen begleitet waren, wurde diese Anlage als eine extrem große Sonnenuhr gedeutet. Diese Deutung wird heute nicht mehr aufrechterhalten.

## Das Meridianinstrument des Kaisers Augustus

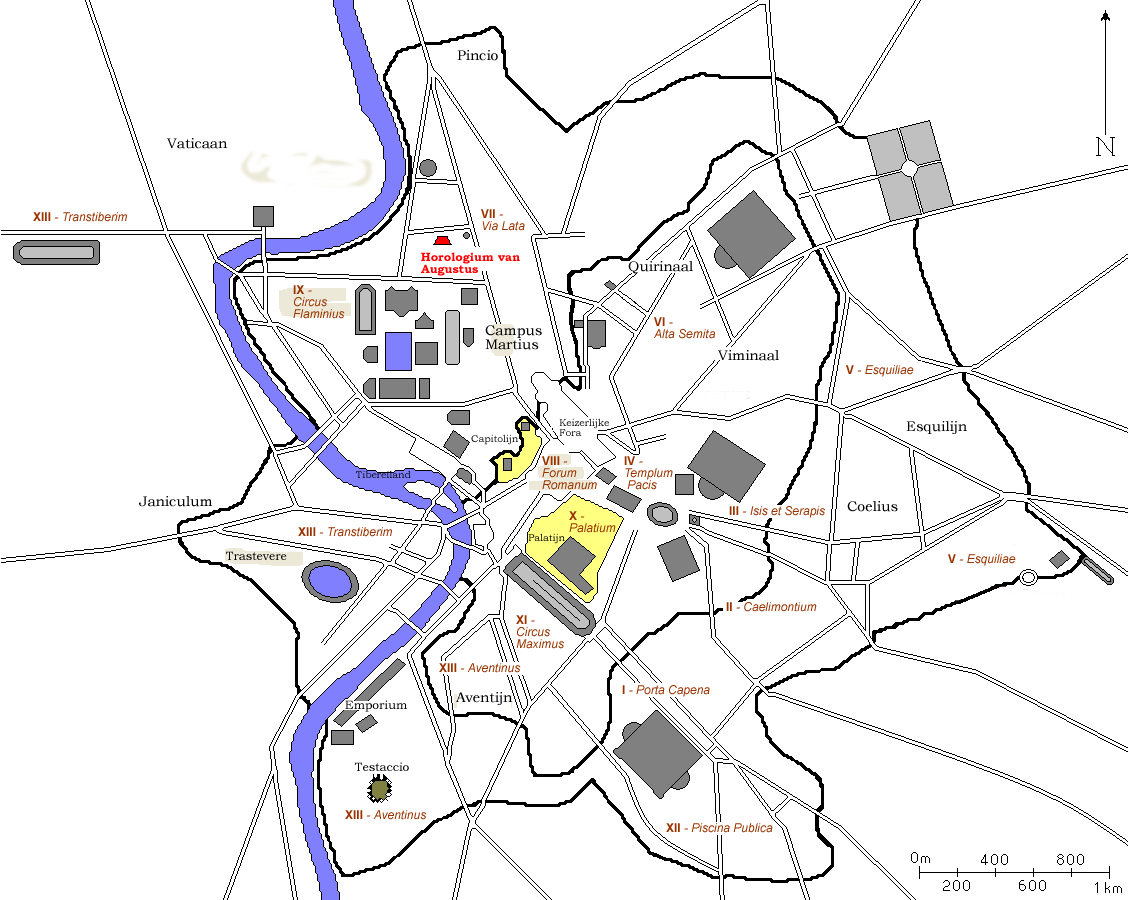
Position des Solarium Augusti im alten Rom

Ein Obelisk (Obelisco di Montecitorio) aus Heliopolis in Ägypten, den Augustus im Jahr 10 v. Chr. aufstellen ließ, diente als etwa 30 Meter hoher Gnomon. Seine Ergänzung mit einem ebenfalls großen (Ausdehnung mindestens 200 Meter) ebenen Zifferblatt zu einer Sonnenuhr wurde aber nicht nachgewiesen. Ausgegraben wurde ein etwa 6,6 Meter langes Stück einer skalierten Meridian-Linie, wonach das Solarium Augusti heute als ein mit der Sonne funktionierendes Meridianinstrument (Jahres-Kalendarium, Mittagsweiser) angesehen wird. Der Fundort liegt etwa 1,6 Meter über dem Niveau des Marsfeldes zur Zeit von Augustus. Es wird einer Erneuerung des ursprünglichen, von Plinius beschriebenen Meridianinstruments zugeschrieben, die etwa zur Zeit von Kaiser Domitian erfolgte.
Der in fünf Teile zerbrochene Obelisk und sein ursprünglicher Sockel wurden 1748 ausgegraben. Etwa 40 Jahre später wurde er wieder zusammengesetzt, mit einer neuen Kugel bekrönt und 1792 samt Sockel an seinem heutigen Standort, etwa 250 Meter südlicher vor dem italienischen Parlament auf der Piazza di Montecitorio aufgestellt. Der Kernschatten einer originalen, ähnlich großen (etwa 75 cm Durchmesser) und gleich hoch (etwa 30 Meter) platzierten Kugel als Nodus reicht etwa 80 Meter weit. Der auf der zugehörenden Meridianlinie abzulesende Mittagsschatten dieser Kugel ist zur Wintersonnenwende in Rom etwa 65 Meter vom Obelisk entfernt. Die Meridianlinie ist als Bronzelinie in die Bodenplatten eingelegt und hat zwischen den beiden Sonnwend-Punkten eine Länge von etwa 55 Metern. Quer zur Meridianlinie sind aus Bronze längere Markierungen als Trennlinien zwischen den Tierkreiszeichen und kürzere für die 30-Grad Einteilung der Tierkreiszeichen angebracht. Der Schatten der Kugel zeigte also den Ort der Sonne im Tierkreis. Der bis heute unter dem Anwesen Via del Campo Marzio 48 freigelegte Abschnitt der Meridianlinie hat eine Länge von 6,60 m, unterteilt durch 27 kurze Querlinien zur Gradeinteilung und 1 lange Querlinie als Trennung zwischen benachbarten Zeichen. Sie ist längs der Meridianlinie mit den griechischen Namen der Zeichen beschriftet: Auf der Westseite reicht sie von 19° [KRI]OS (Widder) bis 16° TAUR[OS] (Stier), auf der Ostseite, symmetrisch dazu, von 14° [LE]ON (Löwe) bis 11° PARTH[ENOS] (Jungfrau). Die Gradabstände nehmen von Süden nach Norden zu von 19 cm auf 30 cm. Daraus hat M. Schütz 1990 berechnet, dass sich die schattenwerfende Kugel, die den Obelisken bekrönte, etwa 17,7 m südlich der Trennlinie Löwe-Jungfrau in einer Höhe von ca. 30 bis 31 m befunden haben muss.
An der langen Trennlinie Löwe-Jungfrau befindet sich die griechische Inschrift ETESIAI PAUONTAI, die Etesien hören auf. Mit Etesien wurden Winde bezeichnet, die sehr regelmäßig jedes Jahr im Sommer auftraten (heute: Meltemi). Bei der Marke 15° Stier befindet sich die Inschrift THEROUS ARCHE, Sommeranfang. Nach antikem Brauch begann der Sommer nicht mit der Sommersonnenwende, sondern diese bildete die Mitte des Sommers; der Sommer ging also von 15° Stier bis 15° Löwe.
Der ursprüngliche Aufstellungsort der Ara Pacis war dem Solarium zugeordnet: auf dem Gelände östlich davon, zwischen Via in Lucina und Via del Corso, dort wo heute der Palazzo Fiano-Almagià steht.

## Der Obelisk des Meridianinstruments

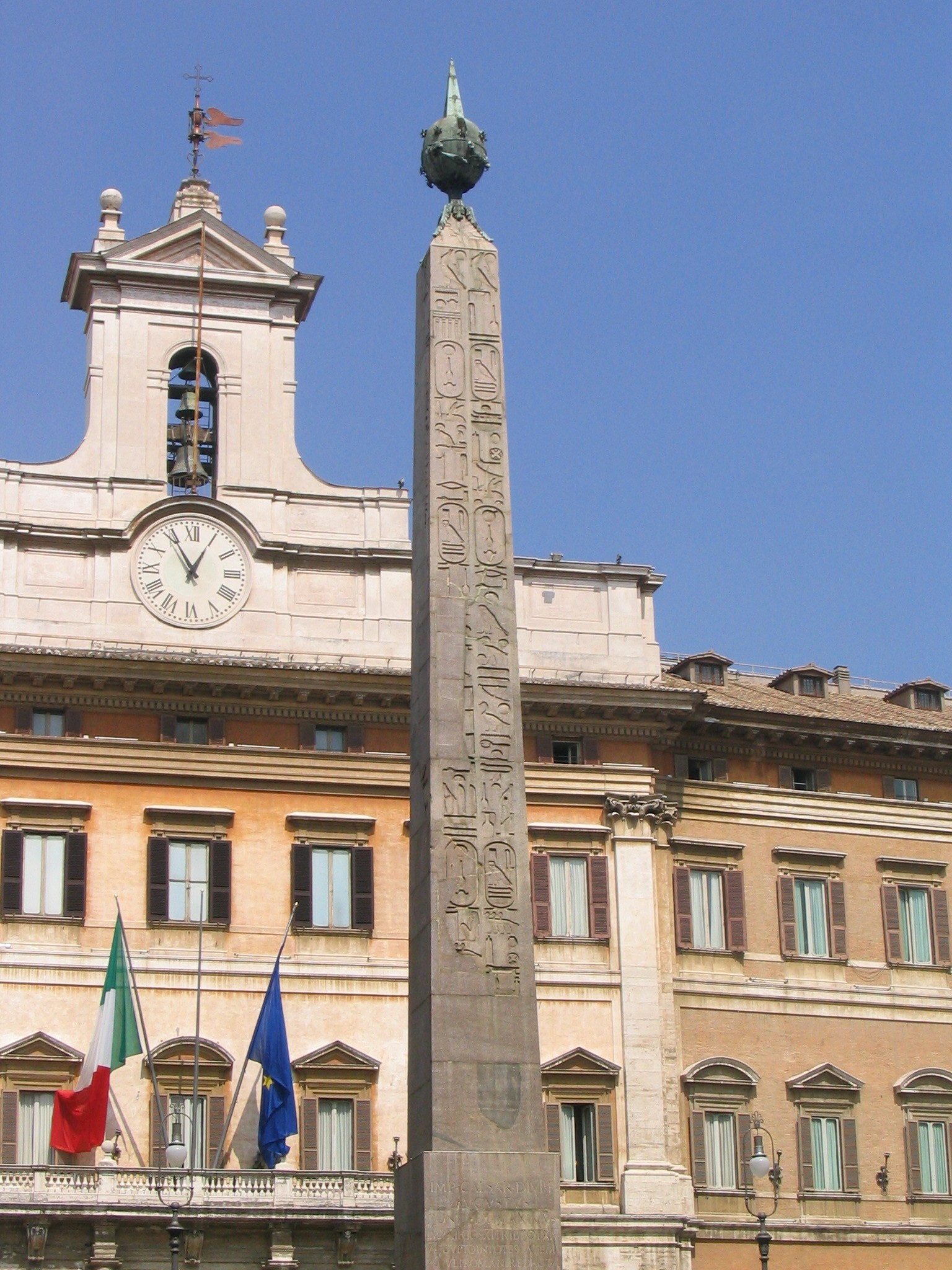
Der früher als Gnomon des Solarium Augusti dienende Obelisk auf der Piazza di Montecitorio

Der etwa 22 Meter lange Obelisk besteht aus Rosengranit und stammt aus den Steinbrüchen von Assuan in Oberägypten. Pharao Psammetich II. ließ ihn um 595 v. Chr. in Heliopolis anlässlich des ersten Jahrestages seiner Thronbesteigung (Sedfest) errichten. Die Römer transportierten ihn 10 v. Chr. nach Rom, um ihn als Gnomon auf dem Marsfeld aufzustellen. Er erhielt ein Fundament und einen beinahe 5 Meter hohen Sockel mit einer den Kaiser Augustus ehrenden und dem römischen Sonnengott Sol geweihten Inschrift. Zusammen mit der als Nodus dienenden Kugel wurden etwa 30 Meter Höhe erreicht.
Die antike Weiheinschrift lautet:
| IMP CAESAR DIVI F AUGUSTUS PONTIFEX MAXIMUS IMP XII COS XI TRIB POT XIV AEGUPTO IN POTESTATEM POPULI ROMANI REDACTA SOLI DONUM DEDIT | Imperator Caesar Augustus Sohn des vergöttlichten (Caesar) Pontifex Maximus Imperator zum 12., Konsul zum 11., Inhaber der tribunizischen Gewalt zum 14. Mal nachdem Ägypten unter die Herrschaft des römischen Volkes gebracht war hat (diesen Obelisken) der Sonne zum Geschenk gegeben |

## Die Grabungen durch das Deutsche Archäologische Institut
Die anfängliche Deutung als Sonnenuhr konnte nicht nur aus physikalischen Gründen (zum Beispiel ungenügende Reichweite des Kernschattens der Nodus-Kugel) nicht aufrechterhalten werden. Es zeigten sich auch erhebliche Mängel beim Umgang mit alten Texten. Eine Gegenüberstellung der Interpretation des Pliniustextes im 18. Jahrhundert durch Euler, Boscovich, Marinoni und anderen mit den Ergebnissen der archäologischen Funde im 20. Jahrhundert und der Virtuellen Archäologie des 21. Jahrhunderts gibt letztlich den Beschreibungen des Zeitzeugen Plinius recht.
Es gab seit langem Spekulationen für eine Sonnenuhr, aber auch frühe Hinweise auf die ledigliche Existenz eines Meridianinstruments. Die neuerliche Deutung als Sonnenuhr wurde dennoch populär, was durch die nicht alltäglichen erfolgreichen Grabungen bis 8 Meter unter das heutige Niveau begünstigt wurde. Man grub von einem kleinen Kellerboden aus etwa 6 Meter in die Tiefe, das heißt bis weit unter die Fundamente der Mauern eines mehrstöckigen alten Hauses in der dicht bebauten heutigen Innenstadt Roms. Davon existieren eindrückliche Bilder.